# Hydraschema leptostyla
Hydraschema leptostyla là một loài bọ cánh cứng trong họ Cerambycidae.